# Skalákova studánka
Skalákova studánka je pramen pitné vody vyvěrající v zalesněné a kopcovité oblasti známé pod názvem Maternice. Nachází se v Jestřebích horách v CHKO Broumovsko nad obcí Zbečník (je městskou částí Hronova). Je opředena mnoha mýty a pověstmi.

## Popis

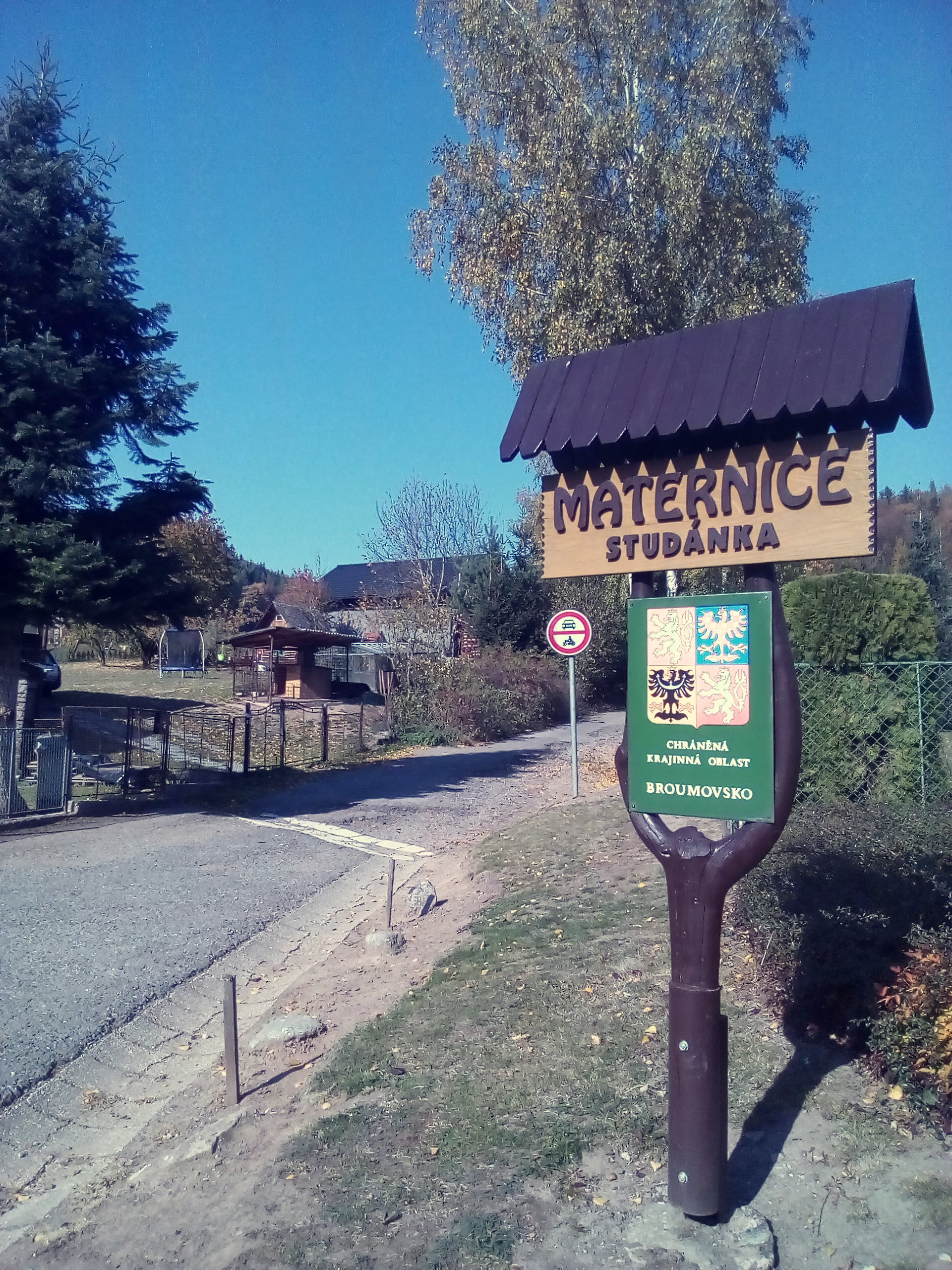
Hranice CHKO ve Zbečníku s upoutávkou na Maternici a Skalákovu studánku.

Studánka leží v zalesněném místě zvaném Maternice (přilehlý vrch se též jmenuje Maternice) v Jestřebích horách, nedaleko obce Zbečník. Jedná se o pramen pitné vody. V dobách epidemie cholery (v roce 1832), která propukla (nejen) na Zbečnicku, zůstala tato studánka bez nákazy, a tak se mezi lidmi rychle rozšířila zvěst, že je v ní voda zázračná. Začali ji tedy používat i jako lék. Kolem studánky při tom zavěsili mnoho svatých obrázků a děkovných křížků (dosud visících), které mají dokazovat zázračná uzdravení. Vedle studánky je mj. kříž s deskou popisující tragickou událost z 8. září roku l787. V noci vypukl ve Zbečníku požár a vedle sebe stojící chalupy Jana Berana a Josefa Kaválka lehly popelem. Uhořeli všichni i se sedmi dětmi.

## Původ názvu
Původ názvu má souvislost s dílem Aloise Jiráska. Ve svém románu Skaláci popisuje selské povstání z roku 1775, které proběhlo na Náchodsku a Trutnovsku. Povstalí sedláci „Skaláci“ se podle románu schovávali před zlobou knížete Piccolominiho v Maternici nedaleko lesní studánky. Tu autor v díle nazývá „Skalákovou studánkou“.

## Pověsti

### Maternické strašidlo
Dle pověstí se nedaleko míst Skalákovy studánky zjevilo strašidlo dřevorubci Kleprlíkovi z Rokytníka. Stalo se to tak, že když šel z práce domů a procházel Maternicí, zahlédl na místě mezi větvemi, kde se před časem oběsil jakýsi ubožák, viset bílý pytel. Mrštil po něm kamenem, aby ho dostal dolů. To se podařilo, ale pytel spadl do potoka, který těmito místy protékal. Voda ho stáhla. A to dokonale, protože po něm nezbylo ani památky. Když pak Kleprlík vyšel z lesa ven, zpozoroval, že před ním neustále poskakuje a poletuje bílý obláček. Měl nepříjemný dojem, že se mu chce vysmívat. Úlevu pocítil, až když přišel domů. Tu noc, přesněji řečeno kolem půlnoci ho probudil sen, ve kterém ho ohromná peřina jakoby chtěla zalehnout. Vystrašený rychle vstal a jak se tak rozhlédl, tak v okně uviděl muže, který se snažil násilím dostat do jeho chalupy. Vzal tedy sekeru a skočil k oknu. Vetřelec se zalekl a zmizel v temné noci. Kleprlík si posléze uvědomil, že vše, co se mu přihodilo a bylo ve spojitosti s maternickým strašidlem, znamenalo vlastně varování před tímto nepřítelem.

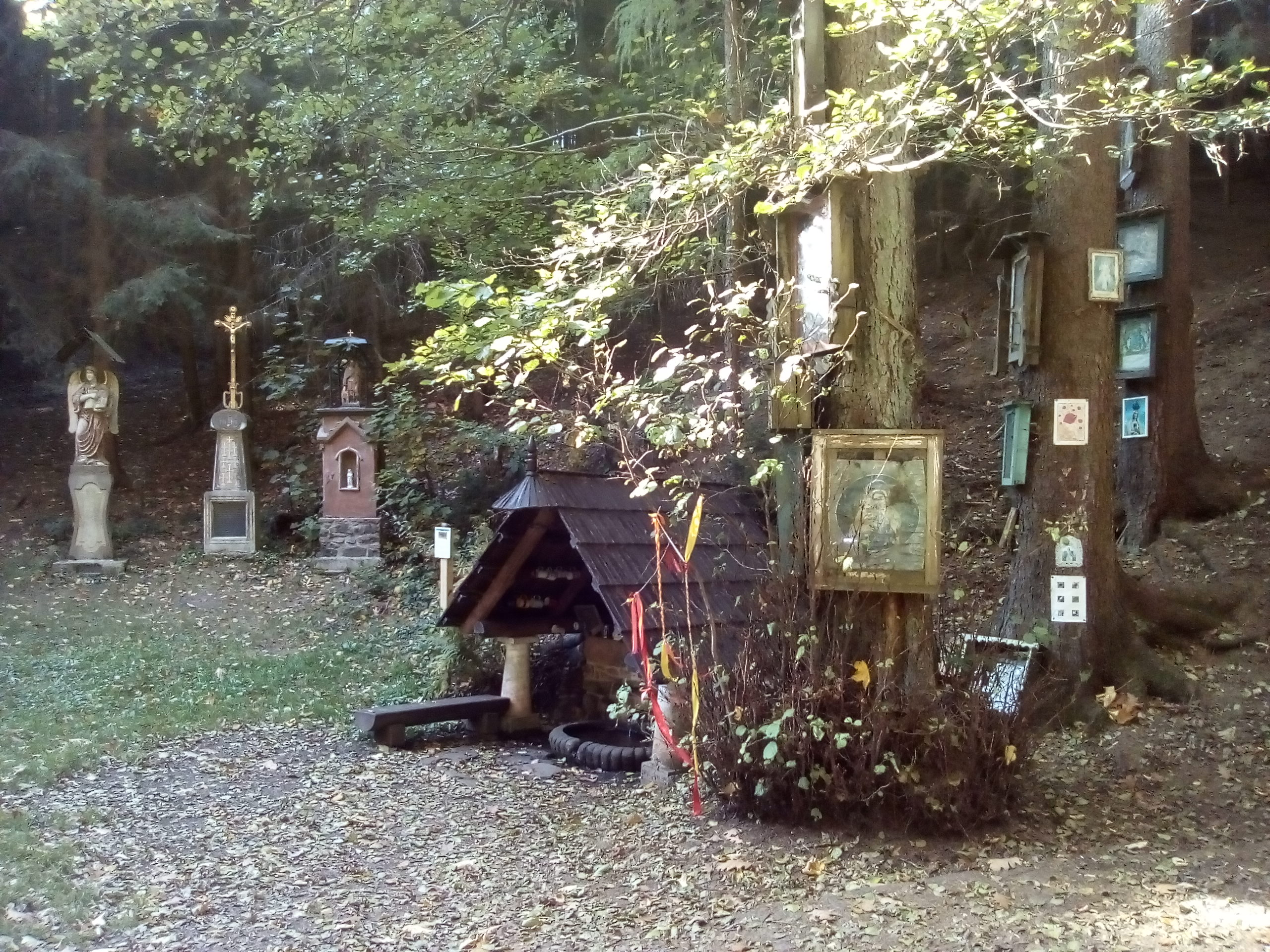
Skalákova studánka v Maternici

### Zbečnické chleby
Když v roce 1590 přišel do jednoho z místních statků žebrák poprosit selku o něco k snědku, tak ho odmítla nepříjemným způsobem a dodala, že nic nemá. A tak žebrák alespoň poprosil o skrojek chleba, který se právě pekl v peci. A selka se i přes své lakomství a velkou zlobu odhodlala a odkrojila skrojek chleba a hodila ho žebrákovi pod nohy, a při tom dodala: „Kéž by ten krajíček kamenem byl, bych tě mohla jím udeřit.“ Žebrák však krajíc chleba ze země nesebral, místo toho v mžiku zmizel. Všechny bochníky, které potom selka chtěla vytahovat z pece, se proměnily v kámen a nedokázala je vlastní silou dostat ven. Dokonce i ten pohozený krajíc chleba na zemi se proměnil v kámen. Selka i její manžel žebráka hledali, ale nenašli. Jak se posléze povídalo, byl to buď přestrojený sám Pán Bůh, který tenkráte chodil po světě, nebo Krakonoš, protože tudy chodíval za princeznou Kačenkou. Zkamenělé chleby nakonec selka nechala odvézt do Maternice, kde jsou dodnes uloženy nedaleko vyvěrající vody Skalákovy studánky.

## Přístup
Ze Zbečníku podél Zbečníckého potoka po modré turistické značce asi 1,5 km do mírného lesního kopce. Modrou turistickou značku propojuje zmíněný potok několikráte, také s rozcestím nad Maternicí, kde se pak cesta větví na hřeben Jestřebích hor, na Odolov nebo přímo do Červeného Kostelce.